# Pilar Barril
Pilar Barril (Barcelona, 10 de octubre de 1931-30 de septiembre de 2011) fue un tenista que estuvo en activo durante las décadas de los 50 y 60. Ella junto a Pepa Riba fueron las primeras mujeres españolas en jugar torneos de tenis internacionales después de la Segunda Guerra Mundial.

## Carrera
La afición le vino por sus padres, que le apuntaron al Real Club de Tenis del Turó, en Barcelona. Campeona de España nueve veces en la prueba de individuales, fue la primera mujer española en llegar  cuartos de final del Roland Garros después de Lilí Álvarez. Fue pionera y jugó regularmente en una época donde el tenis femenino no era popular en España. Después de ganar su primer título nacional en 1952, Pilar Barril comenzó a participar en torneos internacionales, donde obtuvo también buenos resultados.
Jugó en el Campeonato Nacional en 21 ocasiones, entre 1948 y 1971, en 63 partidos individuales, de los cuales ganó 51; en 51 de dobles, con cuarenta victorias; y en 53 mixtos, de los cuales ganó 35.
En total consiguió once títulos del Campeonato de Cataluña, 21 títulos como campeona de España, nuebe en individuales, diez en dobles y dos en mixtos. Con su compañía habitual, Alicia Guri, ganó en ocho ocasiones. En el extranjero, exhibió su juego en Roland Garros, donde llegó a cuartos de final, y con triunfo absolutos en Evian (Francia), Oslo (Noruega), Ingolstadt y Núremberg (Alemania). También triunfó en un Torneig comte de Godó, y en nueve ocasiones en el trofeo Pedro Casas.
Ningún otro jugador ni jugadora española llegaría a los cuartos de final de un Grand Slam hasta Arantxa Sánchez Vicario en 1987.
En 1954, el Ayuntamiento de Barcelona le concedió a ella y a Alicia Guri la Medalla de Barcelona al Mérito Deportivo de plata por su triunfo en el Campeonato de España de Tenis en 1951 y 1953, en la modalidad de dobles.

## Finales

### Individuales (5–7)
| Resultado | N.º | Fecha                   | Torneo                        | Superficie    | Adversario          | Puntuación    |
| --------- | --- | ----------------------- | ----------------------------- | ------------- | ------------------- | ------------- |
| Finalista | 1.  | 29 de agosto de 1954    | S'Agaró Internacional, España | Tierra batida | María Josefa Riba   | 4–6, 2–6      |
| Finalista | 2.  | 26 de diciembre de 1954 | Barcelona, España             | Tierra batida | Christiane Mercelis | 3–6, 3–6      |
| Finalista | 3.  | 6 de junio de 1960      | Barcelona, España             | Tierra batida | Heather Segal       | 1–6, 1–6      |
| Ganadora  | 4.  | 2 de enero de 1961      | Valencia, España              | Tierra batida | Lucia Bassi         | 6–0, 6–4      |
| Finalista | 5.  | 30 de julio de 1961     | Evian, França                 | Tierra batida | Rosie Darmon        | 2–6, 5–7      |
| Ganadora  | 6.  | 10 de junio de 1962     | Barcelona, España             | Tierra batida | Mary Hawton         | 6–2, 2–6, 7–5 |
| Finalista | 7.  | 1 de enero de 1963      | Valencia, España              | Tierra batida | Carmen Coronado     | 2–6, 2–6      |
| Finalista | 8.  | 9 de octubre de 1963    | San Sebastián, España         | Tierra batida | Mary Habicht        | 6–3, 4–6, 2–6 |
| Ganadora  | 9.  | 10 de agosto de 1964    | Lisboa, Portugal              | Tierra batida | Fay Toyne           | 6–2, 6–2      |
| Ganadora  | 10. | 4 de octubre de 1964    | Barcelona, España             | Tierra batida | Roberta Beltrame    | 6–4, 5–7, 6–4 |
| Finalista | 11. | 15 de noviembre de 1964 | Barcelona, España             | Tierra batida | Fay Toyne           | 1–6, 1–6      |
| Ganadora  | 12. | 13 de noviembre de 1966 | Barcelona, España             | Tierra batida | María José Aubet    | 6–2, 6–4      |

### Dobles (2–5)
| Resultado | N.º | Fecha                   | Torneo               | Superficie    | Pareja             | Adversarios                               | Puntuación    |
| --------- | --- | ----------------------- | -------------------- | ------------- | ------------------ | ----------------------------------------- | ------------- |
| Finalista | 1.  | octubre de 1953         | Barcelona, Barcelona | Tierra batida | Alicia Guri        | María Josefa de Riba Isabel Maier         | 5–7, 1–6      |
| Finalista | 2.  | 30 de diciembre de 1956 | Barcelona, España    | Tierra batida | Alicia Guri        | Edda Buding Ilse Buding                   | 3–6, 2–6      |
| Ganadora  | 3.  | 6 de junio de 1960      | Barcelona, España    | Tierra batida | Carmen Coronado    | Alicia Guri Mercedes Solsona              | 6–1, 8–6      |
| Ganadora  | 4.  | 11 de junio de 1961     | Barcelona, España    | Tierra batida | Carmen Coronado    | Ana María Estalella Peggy Templer         | 8–6, 6–0      |
| Finalista | 5.  | 26 de abril de 1964     | Madrid, España       | Tierra batida | Hedie Schildknecht | Ana María Estalella Marta Pombo de Pereda | 6–4, 2–6, 1–6 |
| Finalista | 6.  | 7 de junio de 1964      | Barcelona, España    | Tierra batida | Elena Subirats     | Carmen Coronado Ana María Estalella       | 2–6, 4–6      |
| Finalista | 7.  | 15 de noviembre de 1964 | Barcelona, España    | Tierra batida | Alicia Guri        | Carmen Coronado Fay Toyne                 | 3–6, 1–6      |

### Dobles mixtos (1–2)
| Resultado | N.º | Fecha                | Torneo                        | Superficie    | Socio            | Adversarios                          | Puntuación    |
| --------- | --- | -------------------- | ----------------------------- | ------------- | ---------------- | ------------------------------------ | ------------- |
| Finalista | 1.  | 29 de agosto de 1954 | S'Agaró Internacional, España | Tierra batida | François Garnero | Emilio Martínez María Josefa de Riba | 2–6, 6–3, 4–6 |
| Ganadora  | 2.  | 1 de enero de 1956   | Valencia, España              | Tierra batida | Antonio Maggi    | Edda Buding Cesare Guercilana        | 8–6, 6–0      |
| Finalista | 3.  | 2 de enero de 1961   | Valencia, España              | Tierra batida | José Luis Arilla | Ana María Estalella Antonio Martínez | 2–6, 6–2, 6–8 |

## Cronología de torneos individuales de Grand Slam
Llegenda: QF: Quarts de final; A: Absent
| Torneig          | 1953  | 1954  | 1955  | 1956  | 1957  | 1958  | 1959  | 1960  | 1961  | 1962  | 1963  | 1964  | 1965  | 1966  | Ganados-Perdidos |
| ---------------- | ----- | ----- | ----- | ----- | ----- | ----- | ----- | ----- | ----- | ----- | ----- | ----- | ----- | ----- | ---------------- |
| Australia        | A     | A     | A     | A     | A     | A     | A     | A     | A     | A     | A     | A     | A     | A     | 0 / 0            |
| França           | 1R    | 2R    | A     | 1R    | 3R    | 1R    | 2R    | 1R    | QF    | 2R    | A     | 1R    | 1R    | 3R    | 8 / 10           |
| Wimbledon        | A     | A     | A     | 2R    | 1R    | 2R    | 2R    | 2R    | 1R    | 2R    | A     | 2R    | 1R    | A     | 2 / 10           |
| Estados Unidos   | A     | A     | A     | A     | A     | A     | A     | A     | A     | 2R    | A     | A     | A     | A     | 1 / 1            |
| Ganados-Perdidos | 0 / 1 | 1 / 1 | 0 / 0 | 0 / 2 | 2 / 2 | 1 / 2 | 2 / 2 | 0 / 1 | 3 / 2 | 0 / 2 | 0 / 1 | 0 / 1 | 0 / 2 | 1 / 1 | 10 / 20          |